# MRPL19
미토콘드리아 39S 리보솜 단백질 L19(39S ribosomal protein L19, mitochondrial)는 인간에서 MRPL19 유전자에 의해 암호화되는 단백질이다.
포유류 미토콘드리아 리보솜 단백질은 핵 유전자에 의해 암호화되며 미토콘드리아 내에서 단백질 생합성을 돕는다. 미토콘드리아 리보솜은 작은 28S 서브 유닛과 큰 39S 서브 유닛으로 구성된다. 이들은 원핵 생물 리보솜과 비교하여 단백질 대 리보솜 RNA 조성이 약 75% 인 것으로 추정된다. 포유류 미토콘드리아 리보솜과 원핵 생물 리보솜의 또 다른 차이점은 후자가 5S rRNA를 포함한다는 것이다. 상이한 종에서, 미토콘드리아 리보솜을 포함하는 단백질은 서열이 상이하고, 때로는 생화학적 특성이 상이하여 서열 상동성에 의한 인식을 방해한다. 이 유전자는 39S 서브 유닛 단백질을 암호화한다.